# Ed Fries
Ed Fries foi o vice-presidente de publicação de jogos eletrônicos na Microsoft durante a maior parte do ciclo de vida do Xbox, se retirando em 2004. Ele foi um forte propositor da plataforma aos desenvolvedores, tendo um papel importante na aquisição dos desenvolvedores Bungie Studios, Ensemble Studios e Rare.
Após se desligar da Microsoft em 2004, Fries foi consultor para uma companhia em fundação, FireAnt, que foi mais tarde vendida à Sony Online Entertainment. Ele esteve envolvido com várias outras companhias, como AGEIA, com o objetivo de trazer ao mercado o primeiro "acelerador de física" ao mercado, e com Emotiv Systems, uma companhia construindo um controle baseado na tecnologia EEG. Atualmente Ed é consultor da iniciativa da companhia Boxer8, Ouya.
Em 11 de dezembro de 2007 teve início a nova empreitada de Ed Fries, FigurePrints, companhia com o objetivo de criar miniaturas dos personagens de jogadores de World of Warcraft. Logo nas primeiras 12 horas da abertura do site, quatro mil pedidos já haviam sido feitos.